# Vân
Vân is een Vietnamese meisjesnaam. De betekenis van de naam is "wolk". De naam is vaak de roepnaam van de persoon die de naam draagt en staat daardoor vaak als laatste genoemd. Vanwege de opbouw van de Vietnamese naam, wordt de naam in de westerse cultuur gezien als volgnaam.